# Priener Hut

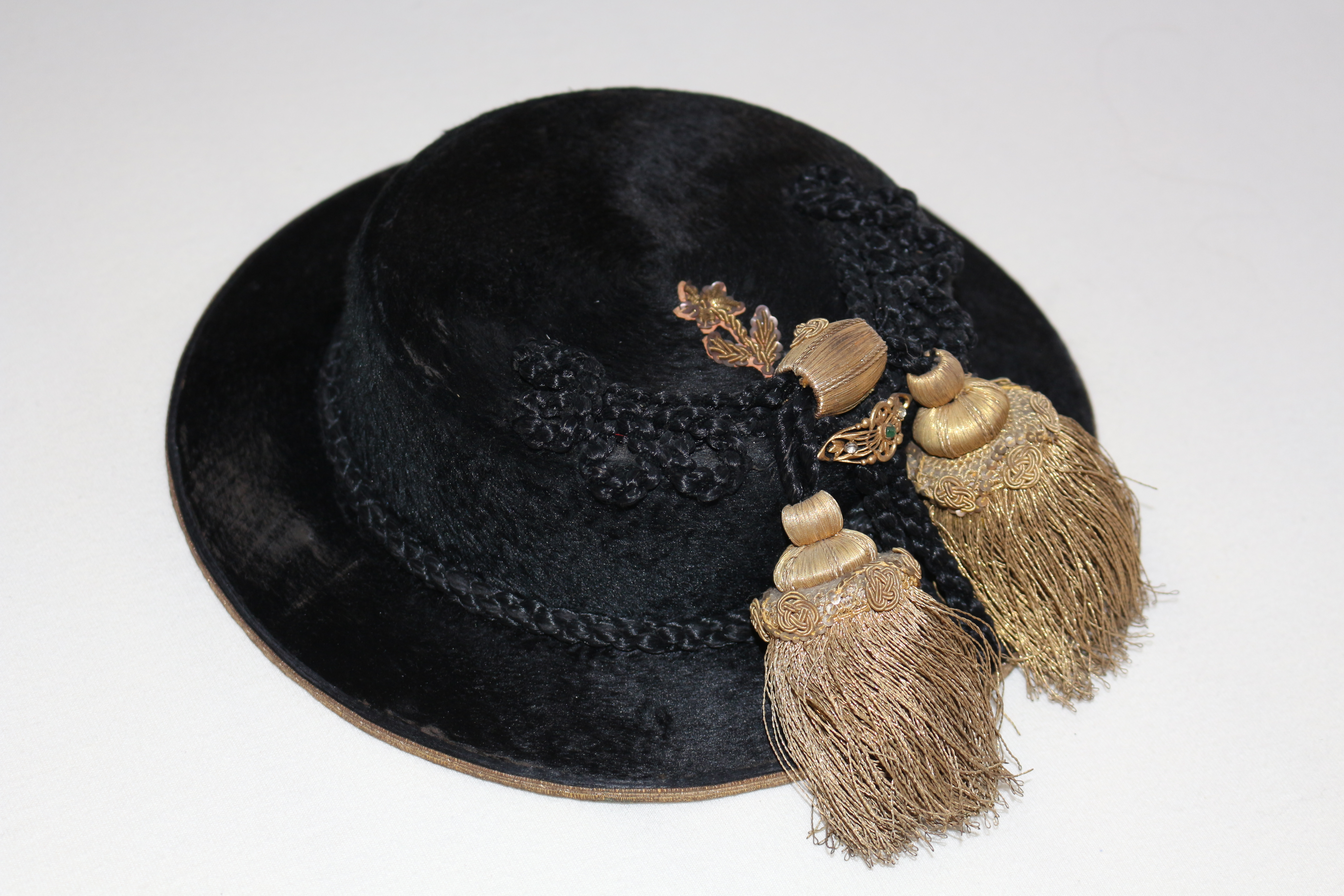
Priener Hut, Oberseite mit Goldquaste

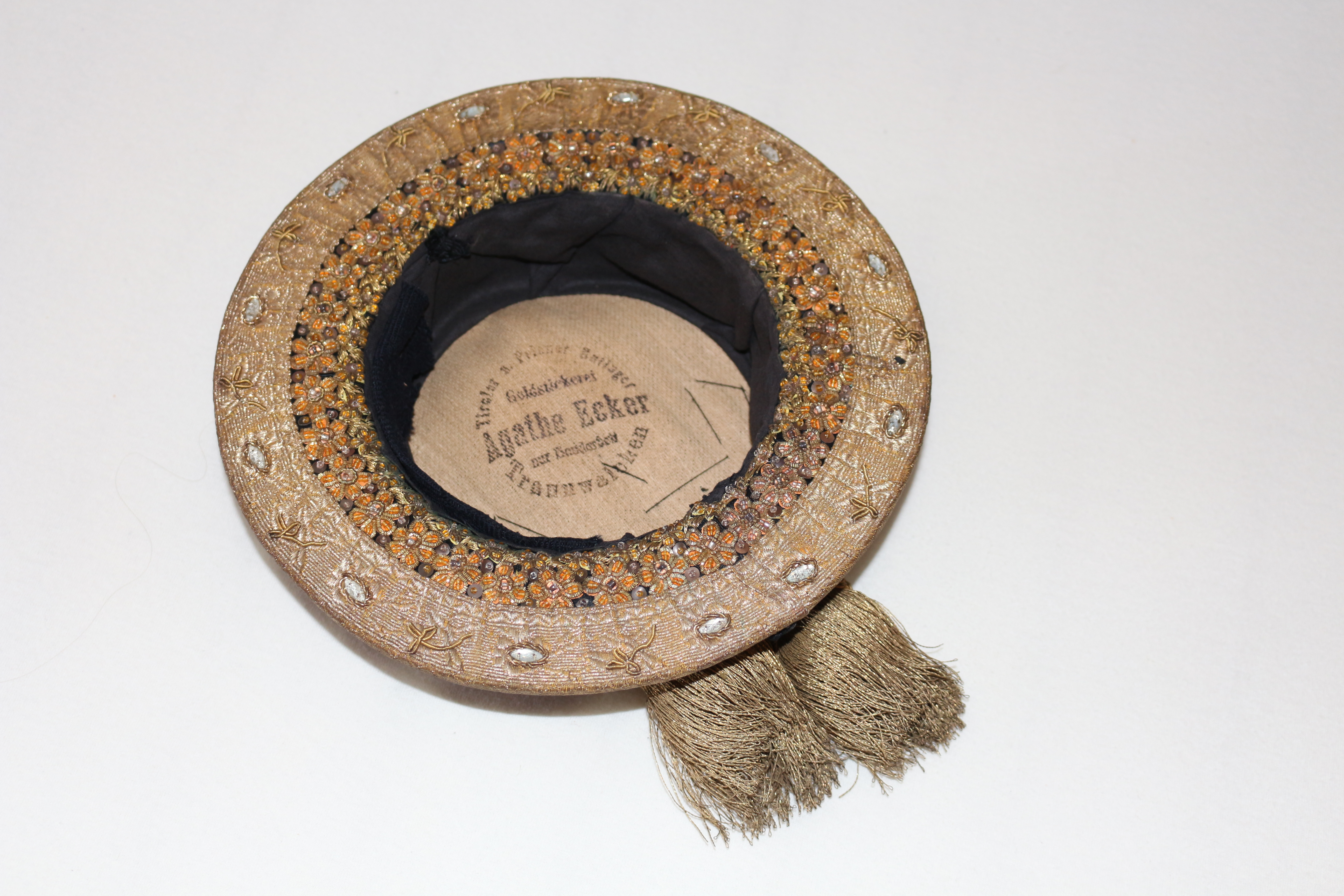
Priener Hut, Unterseite mit reicher Goldstickerei

Der Priener Hut ist ein aus Prien am Chiemsee stammender oberbayerischer Trachtenhut. Er ist Teil der Chiemgauer und Inntaler Frauen- und Mädchentracht.

## Geschichte
Der Damenhut wurde in Prien am Chiemsee von Anna Brunhuber (1861–1935) zwischen 1879 und 1894 in verschiedenen Varianten entworfen. Das Modell wurde erstmals 1879 auf der Gewerbeausstellung in Berlin gezeigt. Dabei handelte es sich noch um einen schwarzen Strohhut mit Straußenfeder und Seidenblumen. Erst langsam wandelte sich dieses Modell zu dem heute bekannten Hut mit Goldquasten und Goldstickerei am unteren Hutrand. Der Hut wurde leicht schräg getragen. Er fand bald weite Verbreitung in der Trachtenmode, auch über den Chiemgau hinaus. Auch viele Trachtenvereine übernahmen den Priener Hut um 1920 in ihre Tracht. Vorläufer des Priener Hutes war der sogenannte Inntaler Hut, der schon in den 1820er Jahren im südlichen Oberbayern und Nordtirol verbreitet war.

## Details
Der Hut wird aus hochwertigem schwarzen Filz aus Hasenhaar hergestellt und hat zwei bis vier Gold-Quasten. Eine Variante für den Sonntagsgottesdienst war der Maschenhut, den statt der Quaste eine Samtband-Schleife zierte. Der Priener Hut wird oft mit einem doppelten bestickten, rocklangen Samtband (Hutband) zum besseren Halt versehen. Auf der Unterseite der Krempe ist er meist mit reicher Goldstickerei verziert.